# Vizekönigreich Neuspanien

Neuspanien zur Zeit seiner größten Ausdehnung (1763); die hellgrünen Gebiete waren de jure zwar Teil des Vizekönigreichs, standen aber nicht effektiv unter spanischer Kontrolle.

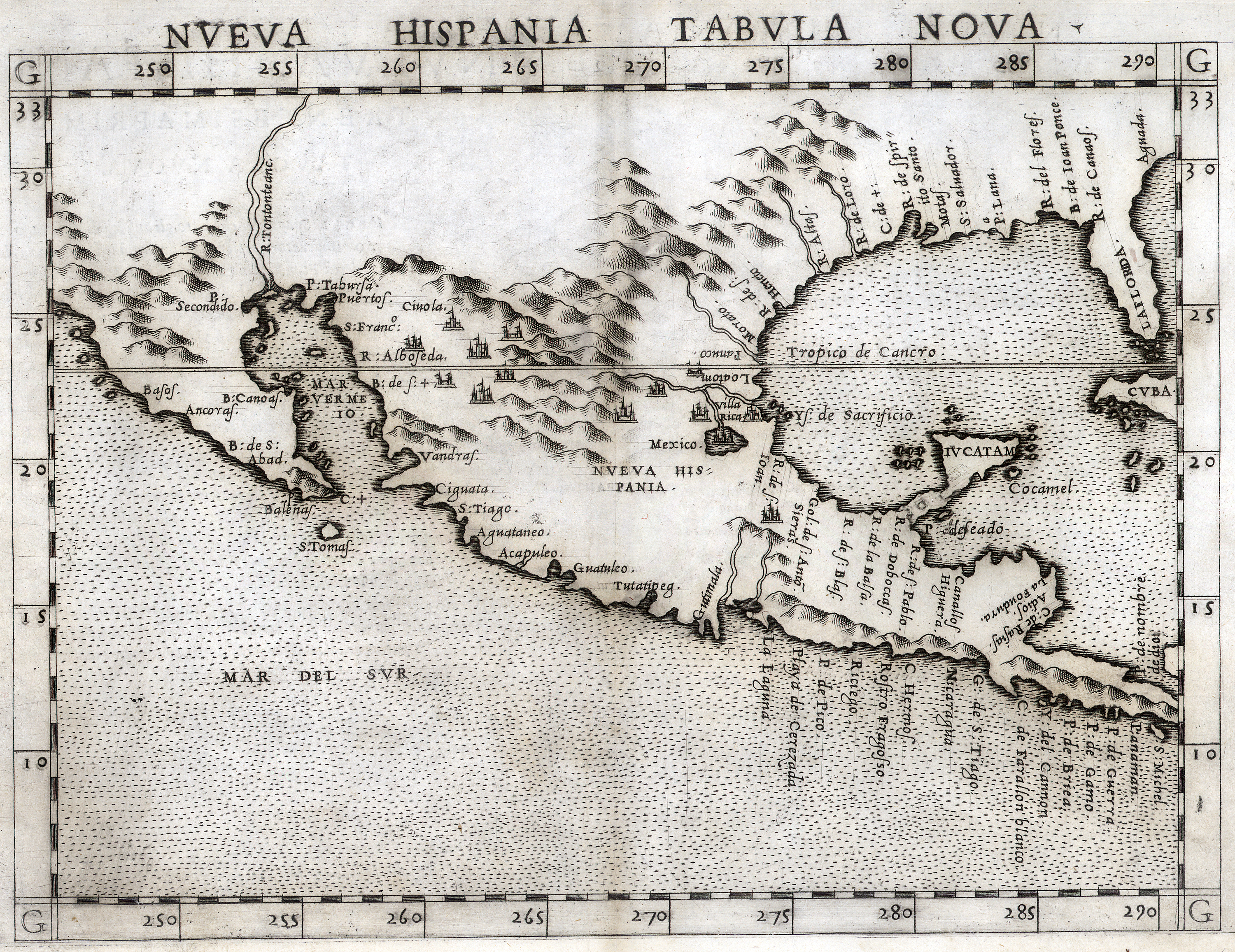
Karte von Neuspanien, Girolamo Ruscelli, 1561

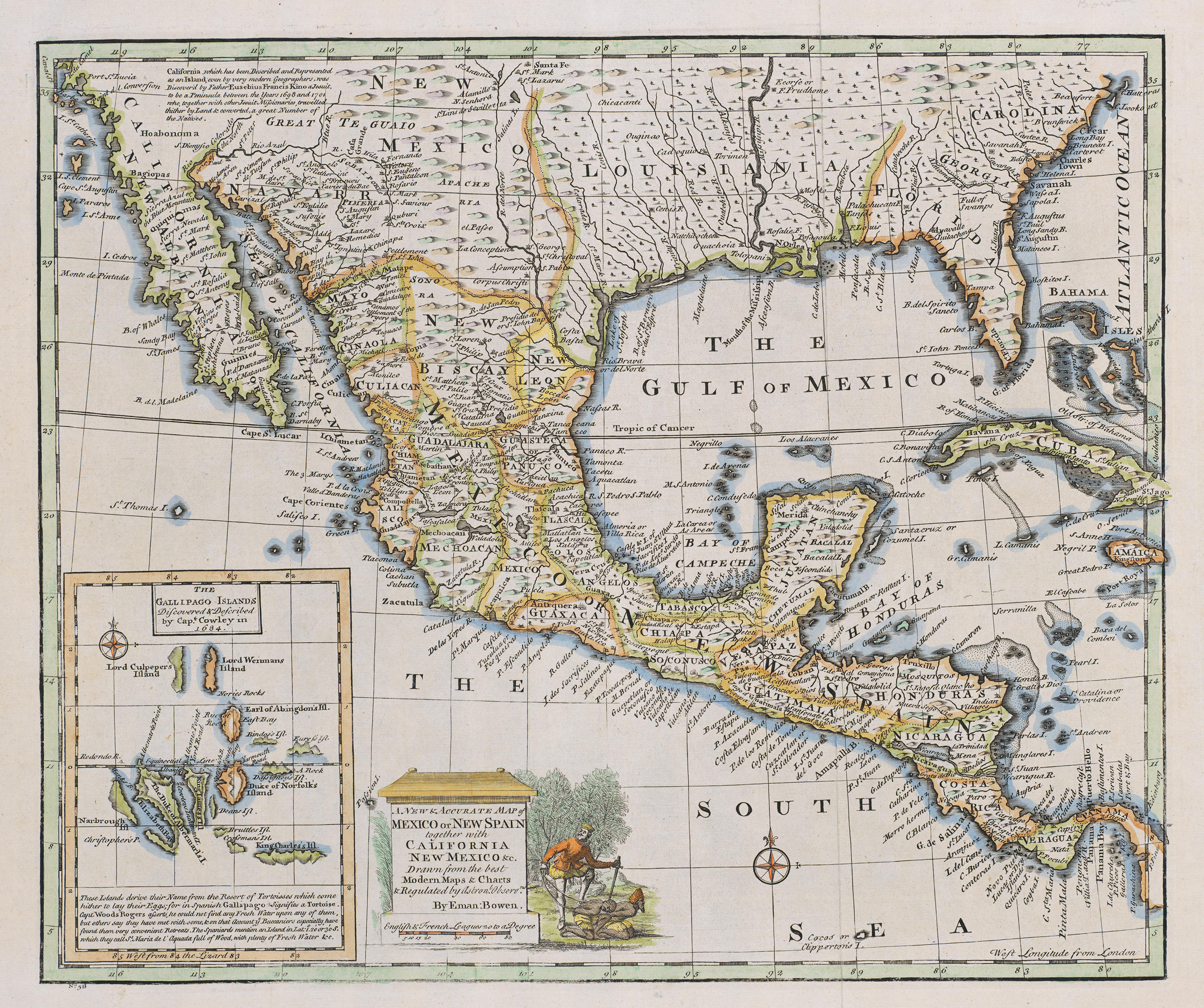
Karte von Neuspanien, Emanuel Bowen, 1752

Das Vizekönigreich Neuspanien (spanisch Virreinato de la Nueva España; 1535–1821) war das erste der zunächst zwei, später vier Verwaltungsgebiete Spaniens in Lateinamerika, dem jeweils ein Vizekönig vorstand. Das Vizekönigreich umfasste die heutigen Staaten Mexiko, Belize, Guatemala, El Salvador, Honduras, Nicaragua, Costa Rica, Venezuela sowie die Karibischen Inseln, in Asien die Philippinen, die Marianen, die Karolinen und Nordborneo. Im 17. und im 18. Jahrhundert kamen auch weitere Teile des westlichen und südwestlichen Nordamerika hinzu, darunter die heutigen US-Staaten Kalifornien, Arizona, New Mexico, Texas, Nevada, Colorado, Utah und der Südwesten von Wyoming. Im Jahr 1762 wurde der Westen Louisianas von Frankreich an Spanien abgetreten und ins Vizekönigreich eingegliedert; im Jahr 1800 wurde das Gebiet jedoch auf Druck Napoleons an Frankreich zurückgegeben.
Im Jahr 1717 wurde Venezuela an das neu gegründete Vizekönigreich Neugranada angeschlossen. 1643 wurden die Bay Islands, 1655 Jamaika (Santiago), 1670 die Kaimaninseln, 1797 Trinidad und 1798 Belize an Großbritannien abgetreten. Im Jahr 1697 wurde der kleinere westliche Teil Hispaniolas (Haiti) an Frankreich übergeben. Der Herrschaftsanspruch auf das 1789 spärlich kolonialisierte Nootka-Territorium wurde bereits fünf Jahre später auf Druck Großbritanniens zurückgezogen.
Mit Neuspanien (Mittel- und Teil von Nordamerika) und dem Vizekönigreich Peru (in Südamerika), von dem später die Vizekönigreiche Neugranada und La Plata abgetrennt wurden, herrschte Spanien de jure über ganz Lateinamerika (mit Ausnahme des portugiesischen Brasilien).

## Präkolumbische Zeit
Schon lange bevor Kolumbus im Jahr 1492 Amerika erreichte, war Mesoamerika besiedelt. Die ersten Mammutjäger gab es bereits vor ca. 10.000 Jahren. Vor ca. 7000 Jahren wurden die ersten Pflanzen domestiziert.
Ungefähr um 300 v. Chr. wurde mit dem Bau von Teotihuacán begonnen, das um 600 n. Chr. mit 150.000 bis 200.000 Einwohnern seinen Höhepunkt erreichte. In der ausgedehnten Stadt lebten verschiedene Völker, wie etwa die Zapoteken, Mixteken und Maya. Nach über 1000 Jahren wurde Teotihuacáns Macht gebrochen. Wahrscheinlich unterlag die Stadt um das Jahr 750 n. Chr. den Tolteken in einem Krieg und wurde geplündert. Bis ins 12. Jahrhundert spielten die Tolteken eine führende Rolle in Mesoamerika. Doch auch sie unterlagen in einem Krieg den Chichimeken.
Im 14. Jahrhundert wanderten die Azteken aus dem Norden in das Gebiet des Texcoco-Sees. Auf einer Insel, mitten im See, gründeten sie ihre Hauptstadt Tenochtitlan. Zuerst verdingten sie sich bei ihren Nachbarvölkern als Söldner. Doch sehr schnell stiegen sie zur beherrschenden Macht in Mesoamerika auf und unterwarfen fast alle anderen Völker. Gemeinsam mit den Städten Texcoco und Tlacopan bildeten sie eine Allianz. Die Führungsrolle in diesem Dreibund übernahmen die Azteken.

## Gründung

Flagge von Neuspanien

Cuera- bzw. Lederdragoner; die dicke, gesteppte Weste, nach der diese Dragoner benannt wurden, ist deutlich zu erkennen.

Christoph Kolumbus erhielt nach seiner Entdeckungsreise den erblichen Titel des Vizekönigs über die neu entdeckten „indischen“ Gebiete. Er wählte seinen Sitz in Santo Domingo (bis 1497 war La Isabela Sitz des Vizekönigs) auf der Insel Hispaniola, die er selbst entdeckt hatte. Sein Herrschaftsgebiet, das Vizekönigreich las Indias (Virreinato de las Indias), wurde nach langen juristischen Auseinandersetzungen mit Kolumbus’ Sohn und Erben Diego Kolumbus auf die von Kolumbus selbst entdeckten Karibikinseln eingeschränkt. Auch die Erblichkeit wurde in der Folge aufgehoben.
Bis zum Jahre 1524 unterstand der Vizekönig von „las Indias“ dem Indienrat (Consejo de Indias) und somit dem einflussreichen Bischof von Burgos, Juan Rodríguez de Fonseca. Nach dessen Tod im März 1524 vergrößerte Kaiser Karl V. den Indienrat. Er wurde in eine eigenständige Institution umgewandelt und erhielt die offizielle Bezeichnung Real y Supremo Consejo de Indias (Königlicher und oberster Indienrat). Sie war direkt dem König unterstellt und als Kontrollorgan für die Vizekönige und Gouverneure der Kolonien gedacht.
Auf dem Festland eroberte Hernán Cortés 1521 das Aztekenreich und wurde von Karl V. zum Generalgouverneur der 1523 gegründeten Provinz „Neuspanien“ ernannt, die aus den in Mittelamerika eroberten Gebieten bestand. Im Jahr 1530 wurde Cortés von Antonio de Mendoza abgelöst, der aber erst 1535 in Mexiko-Stadt eintraf. Mendoza wurde der erste Vizekönig des 1535 als „Vizekönigreich Neuspanien“ neu gegründeten Reichs, das nun alle spanischen Besitzungen in Amerika einschließlich der karibischen Inseln umfasste.
Später folgten weitere Vizekönigreiche Spaniens in Südamerika:
- Nach der Eroberung des Inkareichs (ab 1532) wurde 1542 das Vizekönigreich Peru gegründet,
- das Vizekönigreich Neugranada wurde 1717 vorübergehend und 1739 endgültig von Peru abgespalten,
- das Vizekönigreich Río de la Plata wurde 1776 von Peru abgespalten.

## Verwaltung
Die Vizekönige wurden vom spanischen König mit größter Sorgfalt ausgewählt, da sie ihn repräsentierten und in seinem Namen handelten. Es waren – mit wenigen Ausnahmen – Persönlichkeiten mit umfassender Bildung und Verwaltungserfahrung. Als in der Zeit der Herrschaft von Karl II. (1665–1700) fast jedes Amt käuflich geworden war, blieb das des Vizekönigs eine der wenigen Stellen, die nicht dem Meistbietenden überlassen wurden. Aufgrund der Entfernung zum königlichen Hof und dem Indienrat und der langen Fristen, bis auf eine Anfrage des Vizekönigs eine Antwort aus Spanien hätte eingehen können, hatte der Vizekönig weitreichende Befugnisse, selbst zu entscheiden. Er residierte in einem eigenen Palast in Mexiko-Stadt. Ihm und seinem Verwaltungsapparat berichteten die Provinzgouverneure. Die Verwaltung war stark zentralisiert.
Das Gerichtswesen des Vizekönigreichs war in die vier amerikanischen Bezirke der Appellationsgerichte (Real Audiencias) in Santo Domingo (ab 1511), Mexiko (1527), Guatemala (1543) und Neu-Galicien (1548) eingeteilt. Ab 1583 wurde auch in Manila eine Audiencia für die Philippinen eingerichtet.
Im Jahr 1776 traten die Reformen Karls III. in Kraft. Sie führten eine weitere Verwaltungsebene, die Intendencias ein, die wesentliche Aufgaben übernahmen, die vordem beim Vizekönig oder den Audiencias gelegen hatten. Zudem wurden die abgelegenen und wenig erschlossenen Gebiete im Norden der Kolonie als Provincias Internas aus dem Vizekönigreich abgetrennt und bis 1786 direkt dem König unterstellt. Dies umfasste das heutige Coahuila, Texas, Nuevo León, Sonora, Sinaloa, Kalifornien und New Mexico.
Zur Grenzsicherung und der Bekämpfung von Indianern an der Nordgrenze Mexikos wurde zu Beginn des 18. Jahrhunderts eine Kolonialpolizei-Truppe aufgestellt, die dragones de cuera (Lederdragoner). Diese Truppe wurde nach der Unabhängigkeit Mexikos in die mexikanische Nationalarmee übernommen und Mitte der 1840er Jahre aufgelöst.

## Bevölkerung
Das Gebiet des heutigen Mexiko und der zentralamerikanischen Staaten wurde im 16. Jahrhundert von einer demographischen Katastrophe betroffen, die vor allem durch aus Europa eingeschleppte Seuchen wie Pocken (1519/20), Masern, Mumps oder Grippe zur Vernichtung von etwa 90 Prozent der indigenen Bevölkerung führte. Zu den schlimmsten Epidemien zählt die Cocolitztli-Seuche, die von 1545 bis 1550 und 1576 bis 1578 weite Teile Mexikos und Guatemalas erfasste und sich möglicherweise sogar bis nach Peru ausbreitete. An dieser vermutlich durch Salmonellen ausgelösten, Paratyphus-artigen Seuche sollen einigen Forschern zufolge allein bis zu 80 Prozent der mexikanischen Urbevölkerung gestorben sein.

## Wirtschaft
Im Jahre 1503 wurde das Encomienda-System geschaffen. Hier bekamen die Konquistadoren große Landgüter mit allen darauf lebenden Indigenas (Indianern) zur Verwaltung übertragen. Diese Indianer wurden als Naborios bezeichnet, laut Gesetz waren sie keine Sklaven. In der Praxis durften sie zu unbezahlter Arbeit gezwungen werden. Da sie dem Encomendero genannten Lehnsnehmer nicht gehörten, nahm dieser auch keine Verantwortung für sie wahr. Formal sollte der Encomendero für den Schutz und die Missionierung der Indianer sorgen, doch in den Silberminen und auf den Zuckerrohr-Plantagen wurden sie oft zu Tode ausgebeutet. Encomiendas wurden zu Beginn nur für eine Generation vergeben. Sie konnten also nicht an die nachfolgenden Generationen vererbt werden. Das änderte sich jedoch nach einem Aufstand.
In den Jahren 1542/43 wurden die Leyes Nuevas (die „neuen Gesetze“) zum Schutz der indianischen Bevölkerung erlassen. Besonders in abgelegenen Gebieten konnten die neuen Gesetze nur wenig an der sklavenähnlichen Behandlung der Indianer ändern. In der Praxis wurde das Encomienda-System einfach weiter geführt, denn Verstöße wurden oft gar nicht oder nur in geringem Umfang geahndet.
Das vorrangige wirtschaftliche Interesse des Mutterlandes Spanien bestand in der Ausbeutung der Bodenschätze Amerikas. Gold und Silber wurden in Bergwerken geschürft und in Münzform nach Europa verschifft. Neben der Versorgung der eigenen Bevölkerung produzierte die Landwirtschaft auf Plantagen vorrangig auf den Inseln der Karibik Tabak und Zuckerrohr für den Export nach Europa. Als Arbeitskräfte waren die männlichen Taínos innerhalb kurzer Zeit nahezu ausgerottet, und stattdessen wurden Sklaven aus Afrika importiert. Das begehrte Recht zur Belieferung des Vizekönigreichs war monopolisiert und wurde an Sklavenhändler aus Frankreich und England vergeben.
Der Handel zwischen Neuspanien und anderen Ländern war streng beschränkt: Waren aus Europa durften nur über die festgelegte Route von Cádiz nach Veracruz geschickt werden und waren hohen Zöllen und Einschränkungen unterworfen. Die spanischen Kolonien Amerikas durften untereinander erst nach den Reformen Karls III. zum Ende des 18. Jahrhunderts Handel treiben.

## Ende

Vizekönigreich Neuspanien 1819

Außenpolitisch war Neuspanien über viele Jahre geprägt vom Wettstreit zwischen Spanien und England um die Vorherrschaft in der Karibik. Mit der Unabhängigkeit der Vereinigten Staaten 1776 kam Bewegung in dieses Machtgefüge, zudem wuchs damit auch die Idee eines vom Mutterland unabhängigen Staatsgebildes bei den Mexikanern.
Als Napoléon Bonaparte im Jahr 1808 Spanien besetzte und König Ferdinand VII. ins Exil zwang, löste er indirekt die Unabhängigkeitsbewegung Mexikos aus. Wie im Mutterland formte sich der Protest gegen die Bonapartisten, Regierungskomitees (Juntas) übernahmen die Verantwortung. Die spanische Oberschicht in Neuspanien war gespalten: Die streng konservativen Kräfte weigerten sich, Initiative zu ergreifen und warteten beharrlich auf legitime Anordnungen durch den handlungsunfähigen König. Reformisten und Liberale sahen die Notwendigkeit, zu handeln und in eigener Verantwortung die Kolonie administrativ und politisch weiterzuführen. Dabei reichte die Bandbreite von Pragmatikern, die lediglich eine Zwischenlösung bis zur Rückkehr des legitimen Königs wollten, bis zu Radikalen, für die das Ziel die vollständige Unabhängigkeit des amerikanischen Staatsgebildes von Europa war.
Im Jahr 1810 brach mit Miguel Hidalgos Grito de Dolores der Unabhängigkeitskrieg los, der kurioserweise im Namen des spanischen Königs gegen die Kolonialregierung gerichtet war. Als die Cortes von Cádiz die liberale Verfassung von Cádiz (1812) verkündeten, trat der konservative Vizekönig Francisco Javier Venegas zurück. Im Jahr 1814 kehrte Ferdinand aus dem Exil nach Spanien zurück, hob die Verfassung auf und regierte absolutistisch; militärisch war die Unabhängigkeitsbewegung fürs Erste niedergeschlagen.
Das Ende der spanischen Kolonialherrschaft kam mit der liberalen Revolution von 1820 in Spanien. Die Einheit der prospanischen Kräfte Mexikos zerbrach in ein liberales und ein absolutistisches Lager, und die fehlende Legitimation der Regierungsgewalt brachte die Unabhängigkeitsbefürworter auf den Vormarsch. Unter Vicente Guerrero flammte der Widerstand wieder auf. Als Oberst Agustín de Iturbide im Februar 1821 mit dem Großteil der royalistischen Truppen auf die Seite der Rebellen überlief, war der Krieg militärisch entschieden. Die Spanier hielten nur noch wenige Städte, und der von der liberalen Regierung entsandte letzte faktische Vizekönig, Juan O’Donojú, konnte nur noch die Unabhängigkeit Mexikos im Vertrag von Córdoba vom 24. August 1821 besiegeln. Nachfolgestaat wurde das Kaiserreich Mexiko (1821–1823).
Andere Teile des ehemaligen Vizekönigreiches – wie die Philippinen und Kuba – blieben unter spanischer Herrschaft; die dortigen Gouverneure unterstanden dem Überseeministerium (Ministerio del Ultramar) in Madrid.